# Alex Goode
Alexander David Goode (Cambridge, 7 maggio 1988) è un rugbista internazionale per l'Inghilterra, militante nel Saracens nel ruolo di estremo.

## Biografia
Nipote di Joanne Goode, bronzo olimpico nel badminton a Sydney 2000, Alex Goode iniziò presto a praticare lo sport dedicandosi all'atletica leggera ai tempi in cui frequentò la scuola, giocando a tennis e infine entrando a far parte dell'accademia giovanile della squadra di calcio dell'Ipswich Town. Decise in seguito di dedicarsi definitivamente al rugby unendosi ai Saracens, squadra con la quale fece il suo debutto in Premiership nel 2008. Due anni più tardi segnò una meta nella semifinale di Premiership 2009-10 vinta 21-19 contro il Northampton, nella finale i Saracens vennero poi sconfitti 33-27 dal Leicester. I Saracens si rifecero comunque l'anno seguente vincendo la Premiership 2010-11.
Goode venne convocato dal CT dell'Inghilterra Stuart Lancaster per disputare il tour in Sudafrica del 2012 collezionando la sua prima presenza internazionale il 16 giugno durante la seconda partita contro i padroni di casa degli Springbok; una settimana dopo, Goode giocò anche nella terza e ultima partita della serie contro gli Springbok pareggiata 14-14.
Reduce dalla seconda Premiership vinta con i Saracens, fu selezionato per la Coppa del Mondo di rugby 2015 dove giocò nell'ultima partita della fase a gironi vinta 60-3 contro Uruguay.
Nel 2019 è stato eletto European Player of the Year, il premio assegnato al miglior giocatore di EPCR dell'anno.

## Palmarès
- Premiership: 6
Saracens: 2010-11, 2014-15, 2015-16, 2017-18, 2018-19, 2022-23
- Coppe Anglo-Gallesi: 1
Saracens: 2014-15
- Champions Cup: 3
Saracens: 2015-16, 2016-17, 2018-19